# Oswald Gracias
Oswald Gracias (Bombay, 24 dicembre 1944) è un cardinale e arcivescovo cattolico indiano, dal 25 gennaio 2025 arcivescovo emerito di Bombay.

## Biografia

### Formazione
È stato ordinato sacerdote il 20 dicembre 1970 dal cardinale Valerian Gracias.
Ha conseguito poi la laurea in Diritto canonico presso la Pontificia Università Urbaniana di Roma e il diploma in Giurisprudenza presso la Pontificia Università Gregoriana di Roma.

### Ministero episcopale
Il 28 giugno 1997 è stato nominato vescovo titolare di Bladia ed ausiliare di Bombay; ha ricevuto la consacrazione episcopale dal cardinale Ivan Dias il 16 settembre dello stesso anno.
Il 7 settembre 2000 è stato promosso arcivescovo metropolita di Agra.

#### Arcivescovo di Bombay e cardinale
Il 14 ottobre 2006 è stato nominato arcivescovo metropolita di Bombay.
Dal 2005 al 2011 ha ricoperto il ruolo di presidente della Conferenza Episcopale Latina Indiana.
È stato creato cardinale nel concistoro del 24 novembre 2007 da papa Benedetto XVI ricevendo il titolo di San Paolo della Croce a Corviale.
Sul finire del 2008 ha avuto seri problemi di salute, tanto da non poter presenziare all'Assemblea Ordinaria del Sinodo dei Vescovi come invece avrebbe voluto papa Benedetto XVI. È stato sostituito dal cardinale George Pell.
Dal 2010 al 2014 è stato presidente della Conferenza Episcopale Indiana succedendo al cardinale Varkey Vithayathil. La Conferenza Episcopale Indiana riunisce tutti i vescovi cattolici dell'India, indipendentemente dal rito liturgico cui appartengono. Nella Chiesa indiana convivono infatti tre diversi riti (latino, siro-malabarese, siro-malankarese), ognuno dei quali ha una sua conferenza episcopale di riferimento.
Nel 2011, rimessosi completamente in salute, ha assunto la presidenza della federazione dei vescovi asiatici.
Ha preso parte, come cardinale elettore, al conclave del 2013 che elegge papa Francesco.
Il 13 aprile 2013 papa Francesco lo ha nominato membro del Consiglio dei cardinali, chiamati a consigliarlo nel governo della Chiesa universale e a studiare un progetto di revisione della Curia romana.
Nel dicembre 2013, dopo che la Corte Suprema dell'India, con una sentenza ha dichiarato legittimo l'art. 337 del codice penale indiano che prevede la condanna sino a dieci anni di reclusione per la violazione del divieto di praticare rapporti sessuali tra persone dello stesso sesso, ha dichiarato che la Chiesa cattolica si oppone alla legalizzazione dei matrimoni gay, ma insegna che gli omosessuali hanno la stessa dignità di ogni essere umano e condanna ogni forma di ingiusta discriminazione, persecuzione o abuso.
Il 15 febbraio 2017 papa Francesco gli ha concesso il titolo di avvocato rotale.
Il 24 dicembre 2024 ha compiuto ottant'anni e, in base a quanto disposto dal motu proprio Ingravescentem Aetatem di papa Paolo VI del 1970, è uscito dal novero dei cardinali elettori e decaduto da tutti gli incarichi ricoperti nella Curia romana.
Il 25 gennaio 2025 papa Francesco ha accolto la sua rinuncia, presentata per raggiunti limiti di età, al governo pastorale dell'arcidiocesi di Bombay; gli è succeduto l'arcivescovo coadiutore John Rodrigues.

## Genealogia episcopale e successione apostolica
La genealogia episcopale è:
- Cardinale Scipione Rebiba
- Cardinale Giulio Antonio Santori
- Cardinale Girolamo Bernerio, O.P.
- Arcivescovo Galeazzo Sanvitale
- Cardinale Ludovico Ludovisi
- Cardinale Luigi Caetani
- Cardinale Ulderico Carpegna
- Cardinale Paluzzo Paluzzi Altieri degli Albertoni
- Papa Benedetto XIII
- Papa Benedetto XIV
- Papa Clemente XIII
- Cardinale Marcantonio Colonna
- Cardinale Giacinto Sigismondo Gerdil, B.
- Cardinale Giulio Maria della Somaglia
- Cardinale Carlo Odescalchi, S.I.
- Cardinale Costantino Patrizi Naro
- Cardinale Lucido Maria Parocchi
- Papa Pio X
- Papa Benedetto XV
- Papa Pio XII
- Cardinale Eugène Tisserant
- Papa Paolo VI
- Cardinale Agostino Casaroli
- Cardinale Ivan Dias
- Cardinale Oswald Gracias

La successione apostolica è:
- Arcivescovo Felix Anthony Machado (2008)
- Vescovo Henry D'Souza (2008)
- Arcivescovo Elias Joseph Gonsalves (2012)
- Arcivescovo Udumala Bala Showreddy (2013)
- Vescovo Savio Dominic Fernandes (2013)
- Arcivescovo John Rodrigues (2013)
- Vescovo Barthol Barretto (2017)
- Vescovo Allwyn D'Silva (2017)
- Vescovo Joseph Thykkattil (2019)
- Vescovo Sebastião Mascarenhas, S.F.X. (2023)
- Vescovo Joseph Kallarackal (2023)
- Vescovo Louis Mascarenhas (2023)
- Vescovo Malcolm Sequeira (2024)
- Vescovo Bhaskar Jesuraj (2024)
- Vescovo Bernard Lancy Pinto (2024)
- Vescovo Thomas Francis D'Souza (2024)